# Municipio de Highland (condado de Winneshiek)
El municipio de Highland (en inglés: Highland Township) es un municipio ubicado en el condado de Winneshiek en el estado estadounidense de Iowa. En el año 2010 tenía una población de 254 habitantes y una densidad poblacional de 3,26 personas por km².

## Geografía
El municipio de Highland se encuentra ubicado en las coordenadas 43°27′52″N 91°40′15″O / 43.46444, -91.67083. Según la Oficina del Censo de los Estados Unidos, el municipio tiene una superficie total de 77.92 km², de la cual 77,92 km² corresponden a tierra firme y (0 %) 0 km² es agua.

## Demografía
Según el censo de 2010, había 254 personas residiendo en el municipio de Highland. La densidad de población era de 3,26 hab./km². De los 254 habitantes, el municipio de Highland estaba compuesto por el 97,64 % blancos, el 0,39 % eran de otras razas y el 1,97 % eran de una mezcla de razas. Del total de la población el 2,76 % eran hispanos o latinos de cualquier raza.